# Panzerköpfe
Die Panzerköpfe (Pentacerotidae) (Syn. Histiopteridae) sind eine Familie barschverwandter Fische. Sie leben im Indopazifik und im südwestlichen Atlantik im kühlen, tieferen Wasser von 50 bis 600 Metern. Die Fische halten sich vorwiegend an den Kontinentalhängen und über Seamounts auf. Ansonsten leben sie pelagisch.

## Merkmale
Panzerköpfe haben eine hochrückige, seitlich abgeflachte Gestalt, der Kopf ist mit knöchernen Platten geschützt. Das Maul ist endständig, die Schuppen sehr klein. Die Rückenflosse ist bei einigen Arten stark vergrößert. Die Fische werden 25 Zentimeter bis einen Meter lang. Die Anzahl der Wirbel liegt bei 24 bis 27.
Flossenformel: Rückenflosse IV–XV/8–29, Afterflosse  II–V/6–17, Bauchflosse I/5

## Systematik

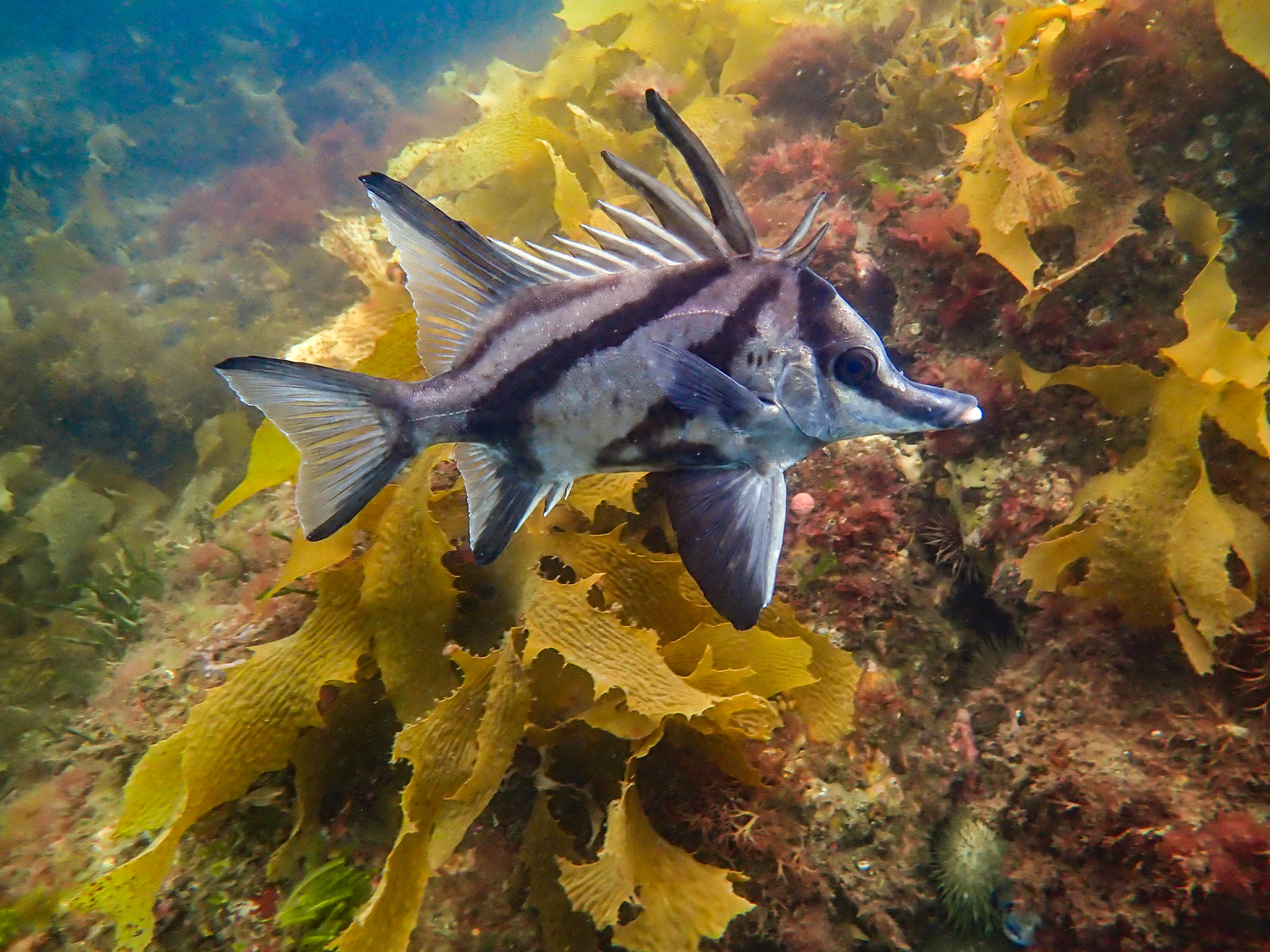
Pentaceropsis recurvirostris

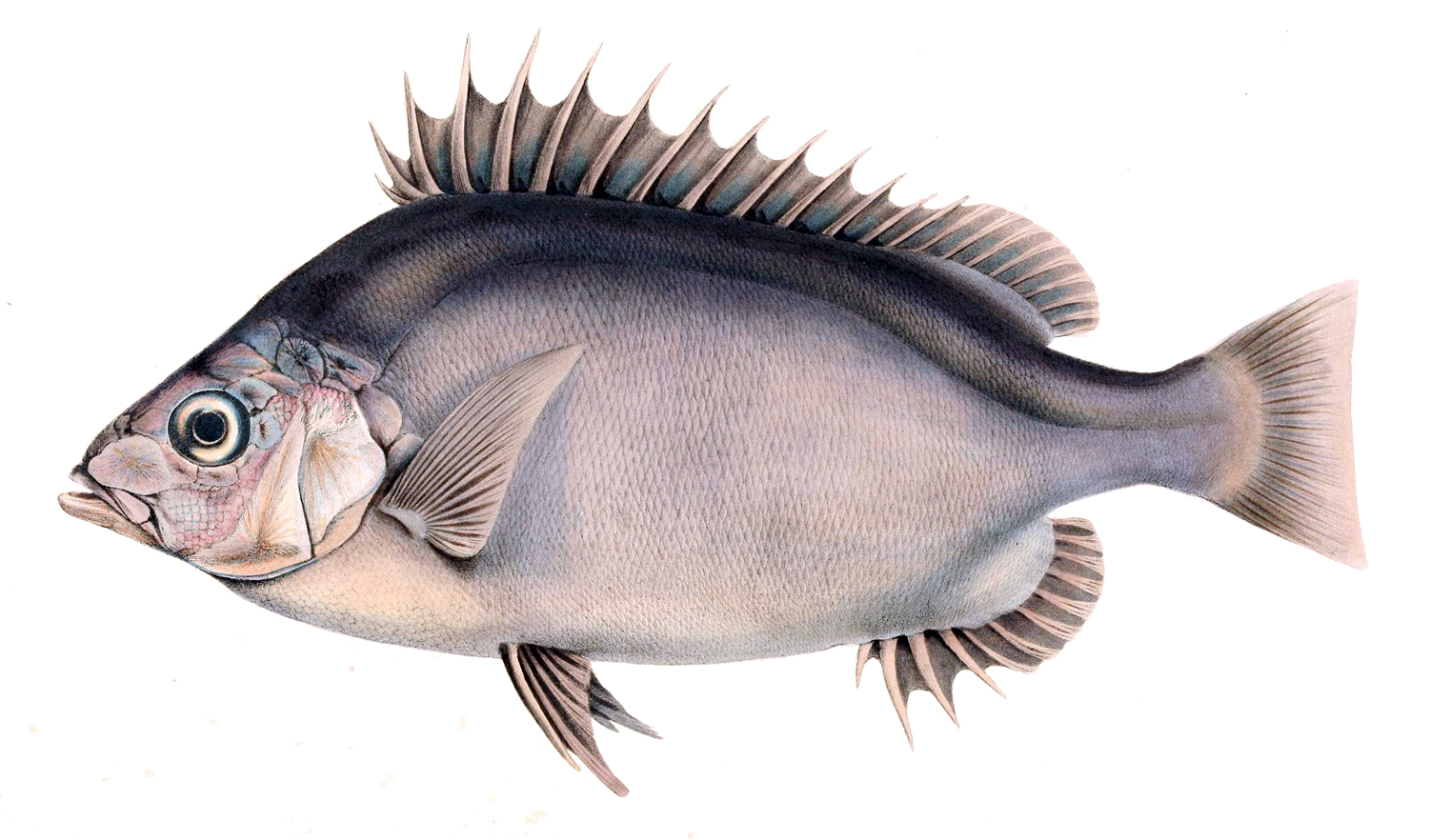
Pelagischer Panzerkopf (Pentaceros richardsoni)

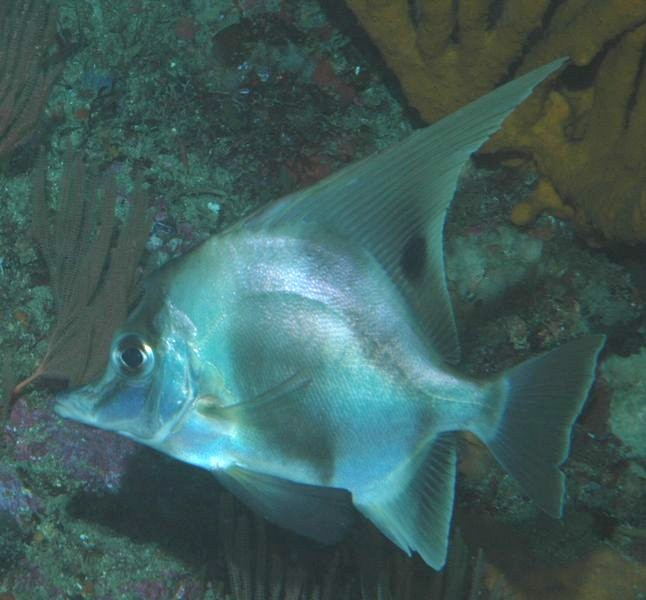
Zanclistius elevatus

Es gibt 13 Arten in 7 Gattungen und zwei Unterfamilien:
- Unterfamilie Histiopterinae, Vomer zahnlos.
  - Gattung Evistias Jordan, 1907
    - Segelflossen-Panzerkopf (Evistias acutirostris (Temminck & Schlegel, 1844))

  - Gattung Histiopterus Temminck & Schlegel, 1844
    - Histiopterus typus Temminck & Schlegel, 1844

  - Gattung Parazanclistius Hardy, 1983
    - Parazanclistius hutchinsi Hardy, 1983

  - Gattung Paristiopterus Bleeker, 1876
    - Paristiopterus gallipavo Whitley, 1944
    - Paristiopterus labiosus (Günther, 1872)

  - Gattung Pentaceropsis Steindachner in Steindachner & Döderlein, 1883
    - Pentaceropsis recurvirostris (Richardson, 1845)

  - Gattung Zanclistius Jordan, 1907
    - Zanclistius elevatus (Ramsay & Ogilby, 1888)
- Unterfamilie Pentacerotinae, Vomer mit Zähnen.
  - Gattung Pentaceros Cuvier in Cuvier & Valenciennes, 1829
    - Pentaceros capensis Cuvier in Cuvier & Valenciennes, 1829
    - Pentaceros decacanthus Günther, 1859
    - Pentaceros japonicus Steindachner, 1883
    - Pentaceros quinquespinis Parin & Kotlyar, 1988
    - Pelagischer Panzerkopf (Pentaceros richardsoni (Smith, 1844))
    - Pentaceros wheeleri Hardy, 1983

Schwestergruppe der Pentacerotidae sind vermutlich die Banjofische (Banjosidae).